# Évariste Warlomont
Jean Charles Evariste Warlomont (Aubel, 26 november 1820 – Brussel, 22 januari 1891) was een Belgisch oogarts en microbioloog.

## Levensloop
Warlomont groeide op in Aubel, in het Verenigd Koninkrijk der Nederlanden. Na de studies geneeskunde aan de universiteit in Leuven, werd hij militair oogarts. Hij bestudeerde trachoom, een besmettelijke oogziekte die een ravage aanrichtte in het Belgisch leger. In 1852 verliet hij het leger. Hij nam het tijdschrift Annales d’oculistique over, een internationaal tijdschrift voor oogziekten. Tussen 1852 en 1866 behandelde hij zowat alle oogziekten die gekend waren in de 19e eeuw; dit werk is vandaag nog een standaardwerk voor de geschiedenis van de oogheelkunde. In 1857 was hij in staat 160 oogartsen uit heel Europa in Brussel te verzamelen voor een congres. Later interesseerde hij zich meer in openbare hygiëne en vaccinaties. De publicaties van Warlomont werden vulgariserend. Hij richtte in de provincie Brabant een dienst op voor vaccinaties; dit instituut heeft bestaan tot 1892.
Van 1869 tot 1883 was hij directeur van het Instituut voor oogheelkunde van de provincie Brabant. In 1883 werd hij buiten gezet en stichtte prompt in San Remo een nieuw instituut voor oogartsen. Hij werd lid van de Académie royale de médecine en voorzitter in 1886. Hij was corresponderend lid van de Academies voor Geneeskunde in Parijs en Rome. Hij overleed in 1891.
Zijn derde kind Charles was een pionier in de Onafhankelijke Congostaat en zijn vierde kind Maurice een auteur die bekend werd onder de naam Max Hallet. Beiden stierven op jonge leeftijd.